# Balduin 1. af Jerusalem
Balduin 1. (arabisk: بالدوين الأول tr. bāldwyn ālأwl), også kendt som Balduin af Boulogne (1060'erne – 2. april 1118), var den første greve af Edessa fra 1098 til 1100, og den første konge af Jerusalem fra 1100 til sin død. Som den yngste søn af Eustace 2., greve af Boulogne og Ida af Lorraine, var han bestemt til en kirkekarriere, men han opgav denne og giftede sig med en normannisk adelskvinde Godehilde af Tosny. Han modtog Grevskabet Verdun i 1096, men han sluttede sig snart til korsfarerhæren under sin bror Godfred af Bouillon og blev en af de mest succesrige hærførere under Det 1. korstog.
Mens hovedkorsfarerhæren marcherede igennem Lilleasien i 1097, indledte Balduin og normanneren Tancred et separat felttog mod Kilikien (sydlige del af det nuværende Tyrkiet). Tancred forsøgte at indtage Tarsus i september, men Balduin tvang ham til at opgive det, hvilket gav anledning til en fortsat konflikt mellem dem. Balduin erobrede vigtige fæstninger i landene vest for Eufrat med hjælp fra lokale armenere. Thoros af Edessa inviterede ham til at komme til Edessa (Şanlıurfa) for at kæmpe mod Seldsjukkerne. Ved at drage fordel af et oprør mod Thoros erobrede Balduin byen og oprettede den første korsfarerstat den 10. marts 1098. For at styrke sit styre giftede enkemanden Balduin sig med en armensk herskerdatter (som nu er kendt som Arda). Han forsynede den hovedkorsfarerhær med mad under belejringen af Antiochia. Han forsvarede Edessa mod Kerbogha, guvernøren af Mosul, i tre uger og forhindrede ham i at nå Antiochia, før korsfarerne indtog byen.
Godfred af Bouillon, som korsfarerne havde valgt som deres første hersker af Jerusalem, døde i 1100. Dagobert, den katolske patriark af Jerusalem, og Tancred tilbød Jerusalem til Tancreds onkel, Bohemund 1. af Antiochia. Godfreds støtter tog besiddelse af byen og opfordrede Balduin til at gøre krav på Godfreds arv. Da en muslimsk hersker havde taget Bohemund til fange, drog Balduin til Jerusalem og mødte lidt modstand. Patriarken kronede ham til konge i Betlehem den 25. december. Han erobrede Arsuf og Cæsarea i 1101, Akko i 1104, Beirut i 1110 og Sidon i 1111, med hjælp fra Genovas og Venedigs flåder og af flere mindre korsfarer grupper, men alle hans forsøg på at indtage Ashkelon og Tyrus mislykkedes. Efter hans sejr i Det 3. slag ved Ramla i 1105 iværksatte egypterne ikke yderligere større felttog mod Kongeriget Jerusalem .
Balduin hjalp Bertrand, greve af Toulouse, med at erobre Tripoli i 1109. Da han var den eneste kronede monark i korsfarerstaterne, hævdede Balduin overhøjheden over andre korsfarerherskere. Balduin 2. af Edessa og Bertrand svor ham troskab. Tancred, der regerede Fyrstedømmet Antiochia, adlød også hans befalinger. Han støttede Balduin 2. og Tancred mod Kerboghas efterfølger, Mawdud, der lancerede en række felttog mod Edessa og Antiochia i de tidlige 1110'ere. Han opførte fæstninger i Transjordanien, territoriet øst for Jordan-floden, for at kontrollere karavaneruterne mellem Syrien og Egypten. Han døde under et felttog mod Egypten.

## Tidlige liv
Født på et tidspunkt efter 1060, var Balduin den tredje søn af Eustace 2., greve af Boulogne og Ida af Lorraine. Da han var forældrenes yngste søn, var han bestemt til en karriere i kirken. Han studerede de frie kunster og besad præbender i katedralerne i Cambrai, Reims og Liège. Af uvisse grunde og på et uspecificeret tidspunkt opgav han sin kirkelige karriere og blev ridder. Historikeren John France mener, at Balduin sandsynligvis indså, at den gregorianske reform havde formindsket hans chancer for at opnå et rigt præstekald. Historikeren Susan B. Edgington foreslår modsat, at Balduin foretrak en sekulær karriere, fordi hans barnløse bror, Godfred af Bouillon, hertugen af Nedre Lorraine, pludselig var blevet syg, hvilket gav Balduin en chance for at arve hans hertugdømme.
Balduin giftede sig med en normannisk adelskvinde, Godehilde af Tosny, hvis familie ejede jord og ejendom i både Normandiet og England. Balduin og hans hustru fandt sig sandsynligvis til rette i hans hans ældste bror, Eustace 3. af Boulognes hof.  Eustace og Balduin kæmpede i fællesskab for deres bror, Godfred, mod Albert 3., greve af Namur, og Theoderic, biskop af Verdun, i Stenay i 1086. Godfred nævnte Balduin i de fleste af sine chartre, hvilket indikerer, at Balduin blev betragtet som hans udpegede arving. Balduin besøgte regelmæssigt sin hustrus families fæstning i Conches-en-Ouche . 

## Det første korstog
Pave Urban 2. proklamerede det Det 1. korstog på Rådsmødet i Clermont den 27. november 1095. Godfred af Bouillon besluttede sig at deltage i det militære felttog og solgte eller pantsatte sine arvelige besiddelser for at skaffe midler. Et af hans besiddelser, Grevskabet Verdun, blev overtaget af Richer, biskop af Verdun, som hurtigt overgav det til Balduin. Opløsningen af Godfreds samlede besiddelser fratog alle fremtidige hertuger grundlaget for deres autoritet i Nedre Lothringen, hvilket ledte Balduin til beslutningen om at tage korset. Eustace 3. af Boulogne sluttede sig også til korstoget. Ifølge til et brev fra Pave Urban var det kun den hær, som Peter Eremit havde samlet til Folkekorstoget, større end de tre brødre. 
Balduin rejste afsted på korstoget med Godfreds hær den 15. august 1096. Hans hustru og børn ledsagede ham, og det antydede, at han havde besluttet ikke at vende tilbage til sit hjemland. Korsfarerne stoppede ved Tulln an der Donau, før de nåede grænsen til Ungarn i september. Godfred havde gjort Balduin ansvarlig for sine tropper under sine forhandlinger med Koloman, konge af Ungarn, for at diskutere vilkårene for korsfarernes march gennem hele landet. Han accepterede at overgive Balduin sammen med Balduins hustru og følge som gidsler for at sikre deres troppers gode opførsel. Balduin og Godehilde blev frigivet kort efter, at korsfarerne havde forladt Ungarn. De trådte nu ind i det Det Byzantinske Rige nær Beograd i slutningen af november.
Korsfarerne nåede Konstantinopel den 23. december 1096. Den byzantinske kejser Alexios 1. Komnenos krævede en ed om troskab fra deres ledere og iværksatte en blokade omkring deres lejr for at sikre den. Balduin gennemførte angreb på distrikterne uden for Konstantinopels mure og tvang Alexios til at løfte blokaden. Kejseren accepterede også at udlevere sin søn og arving Johannes som gidsel, som blev overdraget Balduins varetægt.
Da korsfarerne fortsatte med at modstå kejsernes krav, reducerede byzantinerne foderet og maden, der blev leveret til dem. Balduin angreb igen forstæderne og dræbte eller tilfangetog snesevis af Petjenegi-vagter. Korsfarerne indså, at de ikke kunne besejre den kejserlige hær og gav således efter for kejserens krav. Deres hærførere (herunder Godfred og Balduin) svor troskab til Alexios og lovede at give afkald på alle erobrede lande, som seldsjukkerne havde erobret fra byzantinerne til kejserens repræsentanter. Korsfarerne blev overført til en lejr, der blev etableret på vejen mellem Chalcedon og Nikomedia i Lilleasien, men Godfred og Balduin vendte snart tilbage til Konstantinopel for at være til stede, da hærførerne af en ny korsfarerhær hyldede Alexios. Da en ridder satte sig på kejserens trone under ceremonien, tog Balduin ham ved hånden og fik ham til at rejse sig og irettesatte ham hårdt.
Efter at korsfarerne havde besejrede seldsjukkerne i Slaget ved Dorylaeum den 1. juli 1097 brød Balduin og den italienske normandnerleder Tancred væk fra korsfarernes hovedhær. De marcherede så langt som til Heraklea (i dag Ereğli, Konya Provinsen), hvor de igen sluttede sig til deres følgesvende omkring 15. august. Korsfarerne blev udmattede under deres lange march gennem Lilleasien, og de fleste af deres heste døde. For at sikre en forsyning af mad og foder, blev Balduin og Tancred sendt til de frugtbare sletter i Kilikien. Der kunne de stole på støtte fra de lokale armenere, især da Balduin allerede var blevet ven med en armensk adelsmand, Bagrat.
Balduin og Tancred ledte to separate kontingenter. Tancred var den første, der forlod Heraklea, ledsaget af 100-200 tropper. Balduin og hans 300 riddere drog afsted omkring 15. september. Tancred ankom til Tarsus, et vigtigt handelscentrum i Kilikien, den 21. september. Han overtalte seldsjukker-garnisonen i Tarsus til at hæve hans flag på citadellet, allerede inden hans tropper fik adgang til byen. Balduin nåede frem til Tarsus den følgende dag. Tyrkerne erstattede Tancreds banner med Balduins flag og gav Balduin lov til at besidde to tårne. Voldsomt i undertal i forhold til Balduins tropper besluttede Tancred ikke at kæmpe for byen og red væk. Kort tid derefter ankom omkring 300 normanniske riddere, men Balduin nægtede at lade dem ind, hvilket gjorde det muligt for tyrkerne at angribe og myrde normannerne i løbet af natten. Balduins egne mænd gav ham skylden for deres skæbne og massakrerede resterne af seldsjukkernes garnisonen. Af frygt for hævn tog Balduin tog ly i et tårn, men overbeviste til sidst sine soldater om sin uskyld. En piratkaptajn, Guynemer af Boulogne, sejlede op ad Berdan-floden til Tarsus og svor troskab til Balduin. Han hyrede Guynemers mænd til Tarsus' garnison og fortsatte sit felttog.
Tancred havde i mellemtiden indtaget den velhavende by Mopsuestia. Balduin nåede byen omkring den 30. september. Tancreds fætter, Roger af Salerno, ville hævne sig for normannerne, der var blev dræbt i Tarsus, hvilket resulterede i en træfning mellem Balduins og Tancreds soldater. Dette var det første tilfælde, hvor korsfarerne kæmpede mod hinanden. Efter at en eller to mænd var blevet dræbt og mange flere blevet såret eller taget til fange på begge sider, indgik Balduin og Tancred fred, og Balduin forlod Mopsuestia. Han sluttede sig til hovedhæren i Marash, men Bagrat overtalte ham til at starte en felttog mod floden Eufrat i en region tæt befolket af armenere. Cirka 80–100 riddere ledsagede ham, da han igen forlod hovedhæren den 17. oktober.

## Greve af Edessa

### Etablering
Armenerne betragtede Balduin som en befrier. To armenske ledere, Fer og Nicusus, sluttede sig til ham kort efter, at han begyndte sit felttog. Den lokale befolkning massakrerede Seldsjukkernes garnisoner og embedsmænd eller tvang dem på flugt. Seldsjukkernes frygt for korsfarerne bidrog til Balduins succes. Han erobrede to vigtige fæstninger, Ravendel og Turbessel, uden kamp inden udgangen af 1097. Han gjorde Bagrat til guvernør af Ravendel, og udnævnte Fer til at administrere Turbessel.
Den armenske hersker af Edessa, Thoros, sendte udsendinge, den armenske biskop af Edessa og tolv førende borgere, til Balduin i begyndelsen af 1098 og søgte hans hjælp mod de nærliggende Seldsjukker-herskere. Som den første by, der havde konverteret til kristendommen, havde Edessa spillet en vigtig rolle i dens historie. Inden afrejsen til Edessa beordrede Balduin arrestationen af Bagrat, som Fer beskyldte for hemmelig korrespondance med Seldsjukkerne. Bagrat blev tortureret og tvunget til at overgive Ravendel. Balduin rejste til Edessa i begyndelsen af februar, men tropper sendt af Balduk, Emiren af Samosata, eller Bagrat forhindrede ham i at krydse Eufrat. Hans andet forsøg var vellykket og han nåede Edessa den 20. februar. Balduin ville ikke tjene Thoros som lejesoldat. De armenske byfolk frygtede, at han planlagde at forlade byen, så de overtalte Thoros til at adoptere ham. Styrket af tropperne fra Edessa, angreb Balduin Balduks territorium og placerede en garnison i en lille fæstning nær Samosata.
I modsætning til flertallet af armenerne havde Thoros tilsluttet sig til den ortodokse kirke, hvilket gjorde ham upopulær blandt hans monofysitiske undersåtter. Kort efter Balduins tilbagevenden fra et felttog begyndte de lokale adelige at konspirere mod Thoros, muligvis med Balduins accept (som det bliver fastslået af den samtidige krønikeskriver Matthæus af Edessa). Der opstod et oprør i byen, hvilket tvang Thoros til at søge tilflugt i citadellet. Balduin lovede at redde sin adoptivfar, men da de oprørerne brød ind i citadellet den 9. marts 1098 og myrdede både Thoros og hans hustru, han gjorde intet for at hjælpe dem. Den følgende dag, efter at byens borgere havde anerkendt Balduin som deres hersker (eller dux), antog han titlen som greve af Edessa, og etablerede således den første korsfarerstat. 
Seldsjukkerne havde erobret Edessa fra byzantinerne i 1087, men Alexios 1. Komnenos krævede ikke, at Balduin overgav byen. Historikeren Christopher MacEvitt hævder, at den lokale befolkning ikke betragtede Balduins overtagelse som "et magtskifte, men udskiftningen af en stærk mand med vage byzantinske bånd med en anden af samme slags." Erhvervelsen af Ravendel, Turbessel og Edessa styrkede positionen for hovedkorsfarerhæren under belejringen til Antiochia, der fandt sted på samme tidspunkt. De frugtbare lande langs Eufrat sikrede fødevareforsyningen til korsfarerne. De tre fæstninger hindrede også Seldsjukker-troppernes bevægelse mod Syrien og Palæstina.

### Konsolidering
Balduin måtte bruge sine diplomatiske færdigheder for at sikre sit styre i Edessa, fordi hans følge var lille. Han giftede sig ifølge Vilhelm af Tyres med en datter af en armensk stormand ved navn Taftoc og opfordrede medlemmerne af sit følge til at gifte sig med lokale kvinder. Thoros' rige skatkammer gjorde det muligt for ham at ansætte lejesoldater og købe Samosata fra Balduk. Balduin og Balduks traktat om overdragelsen af Samosata var det første fredsaftale mellem en korsfarerleder og en muslimsk hersker. Balduk bosatte sig i Edessa.  
Emiren af Artukiderne, Balak ibn Bahram, hyrede Balduin til at undertrykke et oprør i Saruj. Da de muslimske borgere i byen henvendte sig til Balduk for at komme til deres redning, skyndte Balduk sig til Saruj, men det viste sig hurtigt, at hans følge var for lille til at modstå en belejring og både han og bybefolkningen gav efter for Balduin. Balduin krævede Balduks kone og børn som gidsler, men Balduk nægtede at overlevere dem til ham, det fik Balduin fik til at tage ham til fange og henrette.
Balduin tildelte brugsretten af Turbessel og Ravendel til sin bror Godfred, for at sikre hans og hans følges indkvartering under belejringen af Antiochia. Kerbogha, guvernøren af Mosul, samlede en stor hær for at komme byen til undsætning. Under sin march mod Antiochia ønskede Kerbogha ikke at risikere at lade korsfarerne holde Edessa. Han belejrede Edessa i tre uger i maj, men kunne ikke indtage den. Hans forsinkelse gjorde det muligt for korsfarerne at indtage Antiochia den 3. juni 1098.  Antiochia blev hovedstad i en ny korsfarerstat med Tancreds onkel, Bohemund af Hauteville, som dets første fyrste.
Balduin opkrævede høje skatter, hvilket gjorde ham upopulær blandt sine indfødte undersåtter. Han ignorerede også den lokale adels råd og gav ejendom til medlemmer af sit følge og andre korsfarere, der flyttede til Edessa. Et dusin armenske ledere konspirerede mod Balduin i december 1098, og henvendte sig til Seldsjukker-emirerne i nærheden for at hjælp, men Balduin fik kendskab til sammensværgelsen og beordrede anholdelse af de sammensvorne. De to anførere blev lemlæstet i overensstemmelse med byzantinske love, mens de andre fik lov til at råde bod ved at betale store beløb. Alligevel fortsatte Balduin med at udpege armenske adelsmænd til vigtige embeder. Han gjorde armeneren Abu'l-Garib til kommandant af Bijerik, et vigtigt fort, der kontrollerede vejen mellem Edessa og Turbessel.
Hovedkorsfarerhæren erobrede Jerusalem den 15. juli 1099. En uge senere blev Godfred af Bouillon valgt til byens hersker, men valgte ikke at blive kronet til konge. Balduin besluttede at afslutte sin pilgrimsrejse og forlod Edessa til fordel for Jerusalem i november. I Baniyas sluttede han sig til de pilgrimme, der havde forladt Antiochia med Bohemund 1. og den pavelige legat, Dagobert af Pisa. Angreb fra muslimske styrker, træthed og sygdomme forårsagede store tab under rejsen, men de fleste pilgrimme nåede Jerusalem den 21. december. Fire dage senere blev Dagobert valgt og indsat som den nye katolske patriark af Jerusalem. Den nye patriark bekræftede Godfred og Bohemund i deres besiddelse af deres lande, men der blev ikke registreret nogen lignende ceremoni i forbindelse med Balduin. Balduin og Bohemund forlod Jerusalem den 1. januar 1100. Duqaq, Seldsjukker-herskeren i Damaskus, sendte styrker for at angribe dem, men korsfarerne jog seldsjukker-tropperne på flugt nær Baalbek.   Balduin var tilbage i Edessa i februar.
Godfred døde uventet den 18. juli 1100. Han havde aftvunget en ed fra Dagobert og andre førende korsfarere om, at de "ikke ville overdrage tronen til nogen anden undtagen hans brødre eller et af hans blod", ifølge krønikeskriveren Albert af Aix. Warner af Grez Godfreds mest indflydelsesrige medlem af hans følge besatte Jerusalems citadel for at sikre kontrollen over byen. Selvom Warner snart døde, sendte to andre medlemmer af Godfreds hof, Geldemar Carpenel og Arnulf af Chocques, en delegation til Balduin og opfordrede ham til at komme til Jerusalem.
For at forhindre Balduin i at overtage Godfredss rige søgte Dagobert og Tancred hjælp fra Bohemund 1. af Antiochia. Dagobert sendte et brev til ham, hvori han oplyste, at Balduins styre ville "medføre kirkens undergang og selve kristendommens ødelæggelse", ifølge den senere krønikeskriver Vilhelm af Tyrus. Bohemund blev imidlertid taget til fange af Danishmend Gazi, grundlæggeren af Danishmend-dynastiet, i bakkerne nær Malatya omkring 15. august. Balduin skyndte sig til Malatya og forfulgte Danishmend i tre dage, men han var ikke i stand til at redde Bohemund. Efter sin hjemkomst udnævnte Balduin halvtreds riddere til at forsvare byen.

## Konge af Jerusalem

### Kroning
Nyheden om Godfreds død nåede Edessa kort efter Balduins hjemkomst fra Melitene. Hans præst, Fulcher af Chartres, bemærkede, at Balduin "sørgede til en vis grad over sin brors død, men glædede sig mere over hans arv". For at finansiere sin rejse til Jerusalem beslaglagde Balduin guld og sølv fra sine undersåtter. Han udnævnte sin slægtsfælle, Balduin af Le Bourcq, til sin efterfølger i grevskabet, og Le Bourcq svor ham troskab.
Cirka 200 riddere og 300–700 fodsoldater ledsagede Balduin, da han forlod Edessa den 2. oktober 1100. Han tilbragte fire dage i Antiochia, men accepterede ikke de lokale indbyggers opfordring om at han skulle administrere fyrstedømmet under Bohemunds fangenskab. Duqaq af Damaskus planlagde et baghold på ham på den smalle vej nær udmundingen af Nahr el Kalb-floden. Tripolis qadi advarede i hemmelighed Balduin, hvilket gjorde ham i stand til at besejre angrebet og jage styrkerne fra Damaskus på flugt. Tancred skyndte sig til Jerusalem for at overtale garnisonen til at overgive byen til ham, men han blev spærret fra at komme ind byen.
Balduin nåede Jerusalem omkring 9. november. Dagobert trak sig tilbage til et kloster på Zionsbjerget, og bybefolkningen stoppede Balduin uden for murene og ledsagede ham på ceremoniel vis til Gravkirken. Albert af Aix' sporadiske referencer antyder, at Balduin antog titlen prins. Balduin angreb først området omkring Ashkelon, som stadig blev holdt af egypterne, og lancerede derefter en straffeekspedition mod banditterne, der havde deres hovedkvarter i hulerne nær Jerusalem. Han foretog et indfald over Jordanfloden, før han vendte tilbage til Jerusalem den 21. december.
Balduin blev forsonet med Dagobert, der accepterede at salve og krone ham til konge. Ceremonien fandt sted i Fødselskirken i Betlehem 1. juledag. Derefter blev Balduin oftest benævnt som konge. F.eks. omtaler et rettighedsbrev i 1104 ham som "Balduin, konge af Judæa og Jerusalem, og forsvarer af vor Herre Jesu Kristi helligste grav". I de fleste af hans rettighedsbreve understregede han også, at han var Godfreds lovmæssige arving.

### Første succeser
Da Geldemar Carpenel gjorde krav på Haifa og hævdede, at Tancred egenmægtigt havde indtaget den, indkaldte Balduin Tancred til Jerusalem, men Tancred anerkendte ham ikke som den lovmæssige monark. De blev enige om at mødes ved en flod nær Jaffa, men deres møde endte ikke i et kompromis. Konflikten blev løst, da Tancred blev inviteret til Antiochia for at administrere fyrstendømmet på Bohemunds vegne. Inden Tancred rejste til Antiochia i marts, gjorde han afkald på sine besiddelser i Palæstina, men bestemte også, at de samme besiddelser skulle tildeles som len til ham, hvis han forlod Antiochia inden for femten måneder. Balduin gav Haifa til Geldemar og Galilæa til Hugo af Fauquembergues .  
En ny pavelig legat, Maurikios af Porto, kom til Jerusalem i begyndelsen af marts 1101. Efter at Balduin havde beskyldt Dagobert for forræderi og overbevist Maurikios om at suspendere ham den 15. april måtte Dagobert bestikke Balduin med 300 besanter for at overtale legaten til at genindsætte ham i sit embede. Byerne langs kysten, der stadig var under egyptisk styre, Arsuf, Cæsarea , Akko og Tyrus sendte gaver til Balduin for at sikre hans velvillighed.
Altid i pengebekneb indgik Balduin en alliance med kommandanterne i en genuesisk flåde og tilbød kommercielle privilegier og bytte til dem i de byer, som han ville indtage med deres støtte. De angreb først Arsuf, der overgav sig uden modstand den 29. april, og sikrede en sikker passage for bybefolkningen til Ashkelon. Den egyptiske garnison i Caesarea modsatte sig, men byen faldt på den 17. maj Balduins soldater plyndrede Caesarea og massakrerede størstedelen af den voksne lokale befolkning.  Genueserne modtog en tredjedel af byttet, men Balduin tildelte ikke områder i de erobrede byer til dem.

### Slaget ved Ramla
Mens Balduin og genueserne belejrede Caesarea, begyndte den egyptiske vizier, Al-Afdal Shahanshah, at mønstre tropper i Ashkelon. Balduin flyttede sit hovedkvarter til det nærliggende Jaffa og befæstede Ramla for at hindre ethvert forsøg på et overraskelsesangreb mod Jerusalem. Han krævede flere midler fra Dagobert til dækning af omkostningerne ved dette forsvar, men patriarken nægtede. Under en lidenskabelig debat i nærværelse af den pavelegaten erklærede Dagobert, at Balduin ikke skulle "formode at kunne gøre den hellige kirke til en underdanig tjener". Legaten overtalte Dagobert til at love, at han ville "opretholde tredive soldater ved en pengeaftale", men patriarken undlod at rejse det lovede beløb.
Den let bevæbnede og udisciplinerede egyptiske hær nærmede sig Ramla i begyndelsen af september. Den meget mindre, men erfarne og veludrustede korsfarerhær var den første til at angribe ved daggry den 7. september. Mindst to af de fem eller seks korsfarerkorps blev næsten udslettet under den første fase af slaget, men Balduin overtalte resterne af sin hær til at starte et nyt angreb, hvilket overraskede egypterne. Efter en kortvarig modstand flygtede de i panik, forfulgt af korsfarerne til Ashkelon.
Roger Borsa, hertug af Apulien, sendte penge til Dagobert, delvis til rekruttering af soldater, men Dagobert beholdt hele beløbet. Efter at have lært om dette underslæb overbeviste Balduin pavelegaten om at afskedige Dagobert i slutningen af 1101. Dagobert flygtede først Jaffa, derefter til Tanced i Antiochia. Den ledige stilling gjorde Balduin i stand til frit at bruge af patriarkens rige skatkammer.
Stefan, greve af Blois, Hugo af Lusignan og andre overlevende fra det forudgående års katastrofale korstog kom for at fejre Påske i Jerusalem i 1102. Kort tid derefter invaderede en stærk egyptisk hær kongedømmet. Den 17. maj, og imod alle råd, red Balduin og en styrke på omkring 500 ryttere, der omfattede snesevis af nyankomne korsfarere, ud for at møde egypterne. I dette andet slag, der kæmpedes ved Ramla, var egypterne sejrrige, og de tvang Balduin og hans mænd til at søge tilflugt i Ramla. Balduin slap fra fæstningen, før egypterne lagde den under belejring og lod dens tropper dræbes eller tages til fange. Han flygtede til Arsuf, hvorefter en engelsk pirat, Godric, tog ham til Jaffa, selvom den egyptiske hær havde blokeret den fra land. Han rejste til Jerusalem for at samle nye tropper og vendte tilbage til Jaffa med mere end 100 ryttere. Men kun ankomsten af en flåde fyldt med hundredvis af engelske, franske og tyske pilgrimme tvang egypterne til at opgive belejringen den 27. maj. Balduin skrev til Alexios 1. Komnenos og opfordrede ham til ikke at hindre deres rejse.
Under belejringen af Jaffa havde Balduin sendt udsendinge til Antiochia og Edessa for at søge hjælp fra Tancred og Balduin 2. De ankom først efter egypternes tilbagetrækning. Tancred forsøgte at overtale den nye pavelige legat, Robert af St. Eusebio, til at genindsætte Dagobert, men Balduin overbeviste Robert om at diskutere spørgsmålet med de lokale biskopper og abbeder. Efter at prelaterne enstemmigt havde erklæret, at Dagobert næsten havde provokeret en borgerkrig og havde misbrugt sin kirkelige autoritet, lod legaten dem vælge en from præst, Evremar, som patriark.
Balduin belejrede Akko i april 1103, men en egyptisk flåde kom byen til undsætning. Han iværksatte et angreb mod banditterne, der havde slået sig ned på Karmelbjerget, men han blev såret i nyrerne og kom sig ikke før årets udgang. Efter at en flåde af skibe fra Genova og Pisa var ankommet til Haifa i april 1104, indgik Balduin en alliance med deres ledere og belejrede igen Akko. Byen overgav sig den 26. maj efter at Balduin havde lovet fri passage til dem, der ville flytte til Ashkelon, men de italienske sømænd plyndrede de velhavende flygtninge og dræbte mange af dem. Balduin ville straffe genueserne, men patriarken mæglede en forsoning, og Balduin måtte give en tredjedel af byen til dem. Akko havde altid været den vigtigste handelshavn mellem Syrien og Europa, og havneafgifterne genererede betydelige indtægter for ham.
Duqaqs død den 14. juni førte til intern konflikt i Damaskus. Atabeg (eller regenten) Tughtekin stod tilbage som herskeren, men stod over for stærk modstand. Balduin lovede at støtte Duqaqs unge bror Irtash mod Tughtekin.  Hans indgriben førte til en tilnærmelse mellem den sunnitiske Tughtekin og den shiitiske Al-Afdal. Efter at egyptiske ryttere og fodsoldater havde invaderet kongeriget fra syd og syriske bueskytter til hest fra vest i august 1105, samlede Balduin den største korsfarerhær siden begyndelsen af hans regeringsperiode. På hans anmodning viste patriark Evremar det sande kors frem foran hæren for at styrke korsfarernes selvtillid. De påførte de egyptiske og syriske hære et afgørende nederlag ved Ramla den 27. august. 

### Udvidelse
Egypterne undlod at starte nogen større militære felttog mod Kongeriget Jerusalem, men de angreb hele tiden Balduins sydlige grænse. De massakrerede hundredvis af pilgrimme i nærheden af Jaffa og besejrede byens guvernøren, mens Balduin kæmpede mod Damaskus' tropper i Galilæa i oktober 1106. I 1107 angreb egypterne Hebron, men Balduin tvang dem til at løfte belejringen. De egyptiske angreb forhindrede ikke Balduin i at føre en ekspansionistisk politik. Han tvang guvernøren af Sidon til at betale en stor tribut for en to-årig våbenhvile i begyndelsen af 1106. Tidligt det følgende år foretog han et angreb i Transjordanien og tvang fjenden til at ødelægge en fæstning, der for nylig blev opført af tropper fra Damaskus for at kontrollere karavaneruterne. I august 1108 erobrede Balduin og et hold af italienske eventyrere Sidon, men ankomsten af en egyptisk flåde og tyrkiske ryttere fra Damaskus tvang ham til at opgive belejringen.  I slutningen af 1108 indgik han en ti-årig våbenhvile med Tughtekin i bytte for en tredjedel af statens indtægter fra de nordlige regioner af Transjordanien.
Bertrand, greve af Toulouse ankom til Syrien for at kræve de lande, som hans far, Raymond af Saint Gilles, havde erobret omkring Tripoli. Bertrands fætter, Vilhelm Jordan, der havde regeret disse lande siden Raymonds død, nægtede at give dem til ham. Bertrand søgte Balduins hjælp, mens Vilhelm Jordan sikrede sig Tancreds støtte. Tancred havde allerede forarget Balduin 2. af Edessa ved at nægte at opgive Turbessel. Balduin indkaldte til en forsamling for at stoppe korsfarerledernes konflikter. Da hverken Tancred eller Jordan var hans vasaller, tilkaldte han dem i "hele Jerusalems kirkes" navn til slottet på Mons Peregrinus nær Tripoli. På forsamlingen i juni 1109 accepterede Tancred at opgive Turbessel til gengæld for han fik sine gamle besiddelser i Kongeriget Jerusalem Galilæa, Haifa og Templum Domini (den kristne betegnelse for Klippehelligdommen) tilbage. Tancred overtog ikke kontrollen over sine gamle besiddelser, da de forblev under Balduins kontrol. Raymonds arv blev fordelt mellem Bertrand og Jordan, hvorefter Bertrand sværgede troskab til Balduin, og Jordan til Tancred.
Korsfarerlederne forenede deres styrker for at afslutte erobringen af Tripoli, påbegyndt af Raymond. Den 26. juni tilbød den egyptiske guvernør Sharaf ad-Daulah at overgive byen, hvis der blev garanteret en sikker passage for dem, der ville forlade byen. Balduin accepterede tilbuddet, men han kunne ikke forhindre, at genueserne dræbte alle de indbyggere, som de kunne tage til fange. To tredjedele af byen blev tildelt Bertrand af Toulouse, der igen aflagde en ed om troskab til Balduin. Balduin erobrede Beirut den 13. maj 1110 med hjælp fra Bertrand og en genuesisk flåde  Han var igen ikke i stand til at forhindre en udbredt massakre på byens indbyggere.
Mawdud, Mosuls atabeg, og hans allierede invaderede Grevskabet Edessa under belejringen af Beirut. Efter Beiruts fald skyndte Balduin og Bertrand sig til Edessa for at kæmpe imod de indtrængende styrker. Balduin 2. af Edessa beskyldte Tancred for at have opildnet de muslimske herskere til at have skredet til handling mod ham. Idet han anså sig selv som leder af alle korsfarerne beordrede Balduin Tancred til at deltage i felttoget og indgå fred med Balduin 2., ellers ville han erklære Tancred som kristendommens fjende. Da de fleste korsfarere støttede kongen, havde Tancred ikke andet valg end at adlyde. Hændelsen styrkede Balduins overhøjhed over Edessa. Efter den nye forsoning forfulgte korsfarerne Mawdud, men rygter om muslimske angreb mod Antiochia og Jerusalem tvang dem til at stoppe felttoget. Før han forlod Grevskabet foreslog Balduin, at de kristne (hovedsageligt armenske) bønder skulle overføres til områderne vest for Eufrat, fordi Seldsjukker-herskerne ofte havde angrebet de østlige regioner. Mens bønderne samlede sig ved en færge på floden, foretog Mawdud et pludseligt angreb og massakrerede de fleste af dem.
Sigurd Jorsalfar, konge af Norge, den første konge, der besøgte Kongeriget Jerusalem, var i mellemtiden landet i Akko. Balduin indgik en alliance med ham, og de belejrede Sidon i oktober 1110. En egyptisk flåde jog nordmændene på flugt, men dogen af Venedig, Ordelafo Faliero, og hans flåde sluttede sig snart sammen med korsfarerne, og byen kapitulerede den 5. december. Balduin skånede byens borgeres liv, og mange af dem flyttede til Tyrus og Damaskus. Det efterfølgende år marcherede Balduin til Ashkelon. For at forhindre en belejring lovede den egyptiske guvernør i byen, Shams al-Khalīfa, at betale 70.000 dinarer i tribut og tillod korsfarernes tropper ind i citadellet. Byens indbyggere gjorde imidlertid oprør mod al-Khalīfa i juli, og hans Berber-vagter sluttede sig til oprørerne og myrdede ham og korsfarerne.
Mawdud lancerede et nyt felttog mod de nordlige korsfarerstater i august. På Tancreds anmodning mønstrede Balduin sine tropper og skyndte sig mod nord. Bertrand af Tripoli, Balduin 2. af Edessa og de armenske herskere kom også til at kæmpe mod Mawdud, der blev tvunget til at vende tilbage til Mosul i efteråret 1111. Kort tid derefter angreb Balduin en karavane på vej fra Tyrus til Damaskus, og den havde byens mest dyrebare ejendele med sig, og Balduin var i stand til at transportere den rige last med sig. I slutningen af november 1111 belejrede han Tyrus, skønt han ikke havde nogen støtteflåde. Han belejrede stadig byen, da en byzantinsk ambassade ankom. Byzantinerne forsøgte at overtale ham til at deltage i en koalition mod Tancred, mens han ville sikre deres hjælp mod Tyrus. De kunne ikke nå et kompromis, men Izz al-Mulk, den egyptiske guvernør af Tyrus, overtalte Tughtekin til at komme den belejrede by til undsætning. Tughtekin tvang Balduin til at opgive belejringen og trække sig tilbage til Akko i april 1112. 
Balduin foretog en indfald i Damaskus' territorium i 1113. Mawdud og en Artukider-emir, Ayaz, der var kommet Tughtekin til hjælp mod korsfarerne, jog Balduin på flugt i Slaget ved Al-Sannabra i slutningen af juni og tvang ham til at søge hjælp fra de nye herskere af Tripoli og Antiochia, Pons og Roger. Tughtekin, Mawdud og Ayaz invaderede Galilæa, men de turde ikke at angribe Tiberias efter ankomsten af tropperne fra Tripoli og Antiochia. Tughtekin og Mawdud vendte tilbage til Damaskus, hvor en assasin myrdede Mawdud i slutningen af september. Seldsjukker-sultanen, Muhammad 1. Tapar, sendte en stor hær til det nordlige Syrien i foråret 1115. I et forsøg på at bevare ligevægten i regionen søgte Tughtekin snart forsoning med korsfarerne. Han indgik en alliance med korsfarernes herskere, og deres koalition tvang Seldsjukker-tropperne til at trække sig tilbage uden kamp.
Da presset på de nordlige regioner blev mindre, kunne Balduin igen gøre noget ved egypterne, som allerede havde nærmet sig til Jerusalem i 1113 og gjort et nyt forsøg på at indtage Jaffa i 1115. Balduin ledede et felttog over Jordan og beordrede opførelsen af borgen Krak de Montréal i efteråret 1115. Året efter vendte han tilbage til regionen og marcherede til Akaba ved Rødehavet. Efter at de lokale indbyggere havde flygtet fra byen, opførte Balduin borge i byen og på en nærliggende ø og efterlod en garnison i begge fæstninger. De tre fæstninger Montreal, Eilat og Faraonernes ø sikrede kontrollen over karavaneruterne mellem Syrien og Egypten. De gjorde det også muligt for Balduin hele tiden at kunne overvåge de egyptiske troppers bevægelser. Fra Rødehavskysten skyndte Balduin sig til Tyrus og begyndte opførelsen af en ny fæstning, kendt som Scandelion borgen, der afsluttede blokaden af byen fra fastlandet.

## Død
Balduin blev alvorligt syg i slutningen af 1116. Da han troede, at han var ved at dø, beordrede han, at al hans gæld blev betalt, og han begyndte at fordele sine penge og ejendele, men han kom sig i starten af det følgende år. For at styrke forsvaret af den sydlige grænse lancerede han en felttog mod Egypten i marts 1118. Han erobrede Farama i Nildeltaet uden kamp, da byens indbyggere var flygtet i panik, før han nåede til byen. Den muslimske historiker Ibn Zafar al Siqilli fra slutningen af det 12. århundrede skrev, at Balduin beordrede, at moskeerne i byen blev jævnet med jorden. Balduins følge opfordrede ham til at angribe Kairo, men det gamle sår, som han havde modtaget i 1103, sprang pludselig op igen.  
Døende blev Balduin ført tilbage til Al-Arish på grænsen til Fatimide-kalifatet. På sit dødsleje udnævnte han Eustace 3. af Boulogne som sin efterfølger, men bemyndigede også baronerne til at tilbyde tronen til Balduin af Edessa eller "en anden, der ville regere det kristne folk og forsvare kirkerne", hvis hans bror ikke accepterede kronen. Balduin døde den 2. april 1118. I overensstemmelse med hans sidste ønsker fjernede hans kok, Addo, hans indvolde og opbevarede hans lig i salt for at sikre en begravelse i Jerusalem. Han blev begravet i kapellet i Gravkirken ved siden af Godfred af Bouillon fem dage senere, på Palmesøndag.

## Eftermæle
Fulcher af Chartres beskrev Balduin som hans undersåtters "skjold, styrke og støtte; deres højre arm; hans fjenders frygt." Den muslimske historiker, Ali ibn al-Athir, der færdiggjorde sin krønike et århundrede efter Balduins død, mente, at "al-Bardawil" havde påbegyndt Det 1. korstog. Ved at fremsætte en en fiktiv korrespondance mellem Balduin og Roger 1. af Sicilien, hævdede al-Athir, at Balduin oprindeligt havde ønsket at erobre Ifriqiya, men Roger, der ønskede at sikre territoriet for sig selv, overtalte ham til at angribe Jerusalem. 
Blandt moderne historikere mener Thomas Asbridge, at Balduin var en af hærlederne i Det 1. korstog "hvis dygtighed, ambition og hengivenhed drev foretagendet, og skiftevis truede med at rive det i stykker". Christopher Tyerman fremhæver, at Balduin var en talentfuld hærfører og en kløgtig politiker, der "etablerede et stabilt rige med definerede og forsvarbare grænser". Amin Maalouf konkluderer også, at Balduin var "hovedarkitekten for [korsfarernes] besættelse"Det hellige land. Maalouf tilskriver Balduins succes primært den "uforbederlige fragmentering af den arabiske verden", hvilket gjorde korsfarerne til en "ægte regional magt". Historikeren Christopher MacEvitt foreslår, at Balduin var "dygtig til at navigere i kompleksiteten i en verden af konkurrerende lokale krigsherrere", fordi det "politiske landskab" i hans hjemland, med dets borgherrer, der dominerede landet, "ikke var så anderledes".
Balduins tidligste eksisterende rettighedsbrev blev udstedt i begyndelsen af 1100-tallet, men etableringen af et kancelli tog år. Oprindeligt udarbejdede præster fra Balduins hjemland de kongelige dokumenter. Den første kansler, Pagan, blev først udnævnt i 1115.  Pagan var kommet til Det Hellige Land i følget med Balduins tredje hustru, Adelaide del Vasto. 
Bardawil-lagunerne er opkaldt efter Balduin, der døde i det nærliggende El-Arish. 

## Familie
Balduins hustru Godehilde, datter af Raoul 2. af Tosny og Isabella af Montfort-l'Amaury, døde under Det 1. korstog omkring 15. oktober 1097. Historikeren Malcolm Barber hævder, at hendes død "måske har været den afgørende begivenhed, der overtalte" Balduin "til at søge et herredømme i Østen". Ifølge historikerne Steven Runciman og Christopher MacEvitt havde Balduin og Godehilde børn, der ikke overlevede hende længe, men historikeren Alan V. Murray understreger, at ingen primær kilde oplyser, at Balduin havde fået børn. Ifølge Murray tog Runciman fejl, da han oversatte Vilhelm af Tyrus' ord om Balduins "familia" som en henvisning til sin familie, fordi Vilhelm af Tyrus henviste til Balduins husstand.
Usikkerhed omgiver navnet og familien til hans anden hustru, som han giftede sig med i sommeren 1098.   Moderne historikere kalder hende Arda og forbinder hendes far med Tathoul af Marash. Hendes far lovede en medgift på 60.000 besanter og lovede også, at hun ville arve hans lande, men han betalte faktisk kun 7.000 besanter til Balduin. Ægteskabet var barnløst. Balduin forviste hende til Skt. Anna klostret i Jerusalem før 1109, men hun fik hurtigt lov til at flytte til Konstantinopel. Selvom de blev separeret, blev ægteskabet aldrig annulleret. 
Balduins tredje kone, Adelaide, var den velhavende enke efter Roger 1. af Sicilien. Hendes første mand var død i 1102, og hun havde fungeret som regent for deres mindreårige sønner indtil udgangen af 1111. Hun var mere end fyrre år gammel, da ægteskabet blev foreslået i 1112. Ifølge Vilhelm af Tyrus, ville Balduin gifte sig med hende, fordi han havde hørt om hendes rigdom, og endda accepteret at gøre hendes søn, Roger 2. fra Sicilien, til sin arving i Jerusalem. Hun landede i Palæstina i august 1113, ledsaget af hundredvis af soldater og medbragte hendes rige medgift. Deres ægteskab var ulovligt, da Baldiun Balduins anden hustru stadig levede, og Balduin derfor var bigamist. Efter at have kommet sig efter en alvorlig sygdom i slutningen af 1116, accepterede Balduin gejstlige råd og sendte et opbragt Adelaide hjem. Hun sejlede til Sicilien den 25. april 1117. Hendes ydmygelse gjorde Roger 2. så rasende, at han nægtede al støtte til Kongeriget Jerusalem i løbet af sin levetid.
Idet han sammenfatter Balduins ægteskaber, konkluderer historikeren Jonathan Phillips, at Balduin "betragtede kvinder som nyttige kilder til økonomisk og politisk fremskridt, men ikke meget andet".  Tiår efter Balduins død skrev Vilhelm af Tyrus, at det om Balduin blev "sagt at [han] havde kæmpet med kødets lyster", men kun et par af hans "nærmeste tjenere" var klar over dette. Historikerne Hans Eberhard Mayer, Christopher Tyerman og Malcolm Barber er enige om, at Vilhelm af Tyrus sandsynligvis henviser til Balduins homoseksualitet. Tyerman tilføjer, at en konverteret muslim var en af Balduins elskere, men han forrådte Balduin under belejringen af Sidon. Han foreslog, at byens forsvarere dræbte kongen, men Balduin blev advaret på forhånd. På den anden side siger Susan B. Edgington, at der er "ikke er meget bevis for at støtte" teorierne om Balduins homoseksualitet, og fremhæver, at hans samtidige ikke henviste til det.

### Primære kilder
- Albert of Aachen: Historia IerosolimitanaSkabelon:MdashHistory of the Journey to Jerusalem (Edited and translated by Susan B. Edgington) (2007). Oxford University Press. ISBN 978-0-19-920486-1.
- Anna Comnena: The Alexiad (Translated by E. R. A. Sewter) (1969). Penguin Books. ISBN 978-0-14-044958-7. Skabelon:Registration required

### Sekundære kilder
- Asbridge, Thomas (2004). The First Crusade: A New History: The Roots of Conflict between Christianity and Islam. Oxford University Press. ISBN 978-0-19-517823-4. Skabelon:Registration required
- Barber, Malcolm (2012). The Crusader States. Yale University Press. ISBN 978-0-300-11312-9.
- Edgington, Susan B. (2019). Baldwin I of Jerusalem, 1100-1118. Routledge. ISBN 978-1-4724-3356-5.
- France, John (1994). Victory in the East: A military history of the First Crusade. Cambridge University Press. ISBN 978-0-521-41969-7. Skabelon:Registration required
- Hillenbrand, Carole (2000). The Crusades: Islamic Perspectives. Routledge. ISBN 978-0-415-92914-1.
- Jaspert, Nikolas (2006). The Crusades. Routledge. ISBN 978-0-415-35967-2. Skabelon:Free access
- Lilie, Ralph-Johannes (1993). Byzantium and the Crusader States 1096-1204. Oxford University Press. ISBN 978-0-19-820407-7.
- Lock, Peter (2006). The Routledge Companion to the Crusades. Routledge. ISBN 978-0-415-39312-6.
- Maalouf, Amin (1984). The Crusades Through Arab Eyes. SAQI. ISBN 978-0-86356-023-1. Skabelon:Registration required
- MacEvitt, Christopher (2010). The Crusades and the Christian World of the East: Rough Tolerance. University of Pennsylvania Press. ISBN 978-0-8122-4050-4.
- Murray, Alan V. (2000). The Crusader Kingdom of Jerusalem: A Dynastic History, 1099–1125. Prosopographica et Geneologica. ISBN 978-1-9009-3403-9.
- Phillips, Jonathan (2010). Holy Warriors: A Modern History of the Crusades. Vintage Books. ISBN 978-1-8459-5078-1.
- Runciman, Steven (1989a). A History of the Crusades, Volume I: The First Crusade and the Foundations of the Kingdom of Jerusalem. Cambridge University Press. ISBN 978-0-521-06161-2. Skabelon:Registration required
- Runciman, Steven (1989b). A History of the Crusades, Volume II: The Kingdom of Jerusalem and the Frankish East, 1100-1187. Cambridge University Press. ISBN 978-0-521-06162-9.
- Tanner, Heather J. (2003). "In His Brother's Shadow: The Crusading Career and Reputation of Eustace III of Boulogne".  I Semaan, Khalil I. (red.). The Crusades: Other Experiences, Alternate Perspectives: Selected Proceedings from the 32nd Annual CEMERS Conference. State University of New York at Binghamton. Center for Medieval and Early Renaissance Studies. s. 83-100. ISBN 978-1-58684-251-2.
- Tibble, Steven (1989). Monarchy and Lordships in the Latin Kingdom of Jerusalem, 1099-1291. Clarendon Press. ISBN 978-0-19-822731-1.
- Tyerman, Christopher (2006). God's War: A New History of the Crusades. The Belknap Press of Harvard University Press. ISBN 978-0-674-02387-1. Skabelon:Registration required

## Yderligere læsning
- Asbridge, Thomas (2000). The Creation of the Principality of Antioch, 1098–1130. Boydell and Brewer. ISBN 978-0-85115-661-3. Skabelon:Registration required
- Ferdinandi, Sergio (2017). La Contea Franca di Edessa. Fondazione e Profilo Storico del Primo Principato Crociato nel Levante (1098-1150) [The Frankish County of Edessa. The Establishment and Profile of the Firts Crusader State in the Levant (1098-1150)]. Pontificia Università Antonianum - Rome. ISBN 978-88-7257-103-3.